# Maksimilijana
Maksimilijana je žensko osebno ime.

## Izvor imena
Ime Maksimilijana je različica ženskega osebnega imena Maksimiljana.

## Pogostost imena
Po podatkih Statističnega urada Republike Slovenije je bilo na dan 31. decembra 2007 v Sloveniji število ženskih oseb z imenom Maksimilijana: 15.

## Osebni praznik
Osebe z imenom Maksimilijana godujejo takrat kot osebe z imenom Maksimiljana.